# Militär-Skiweltmeisterschaft 2007
Die 49. Militär-Skiweltmeisterschaft (offiziell 49th World Military Ski Championship) fand vom 20. März bis 23. März 2007 in Võru in Estland statt. Ausrichter waren die Estnischen Streitkräfte. Die Langlauf-, Patrouillen- und Biathlon-Wettbewerbe wurden auf einer extra eingerichteten Wettkampfstrecke zwischen Kurgjärve und Haanja ausgetragen.

## Ablauf
Die Weltmeisterschaft wurde am 20. März 2007 eröffnet. Die ersten Wettbewerbe fanden am darauffolgenden Tag statt. Die Siegerehrungen und Medaillenvergaben aller Wettbewerbe fand am 23. März 2007 statt.
Am 21. März 2001 fanden die Wettbewerbe im Skilanglauf statt und am 22. März die Wettbewerbe im Biathlon. Bei den Patrouillen-Wettbewerben wurde am 22. März einen Tag vor den beiden Wettbewerben kurzfristig der Startmodus geändert. So fand statt der geplanten 15 km für die Frauen und 25 km für die Männer nur noch Läufe über 8 km für die Frauen und 14 km für die Männer statt.

## Teilnehmer
Insgesamt nahmen 238 Sportler aus 21 Nationen teil. Zudem meldete die Ukraine ihre Teilnahme an, schickte jedoch zur Weltmeisterschaft schließlich keine Sportler.
Teilnehmende Nationen:
| - Bulgarien (2) - Brasilien (2) - Deutschland (18) - Estland (19) - Finnland (12) - Frankreich (18) - Italien (17) - Lettland (10) - Libanon (6) - Litauen (4) - Norwegen (18) | - Österreich (13) - Polen (6) - Rumänien (9) - Russland (16) - Schweden (16) - Schweiz (12) - Slowakei (4) - Slowenien (10) - Spanien (8) - Belarus (18) |

## Ergebnisse

### Skilanglauf

#### Männer 15 km

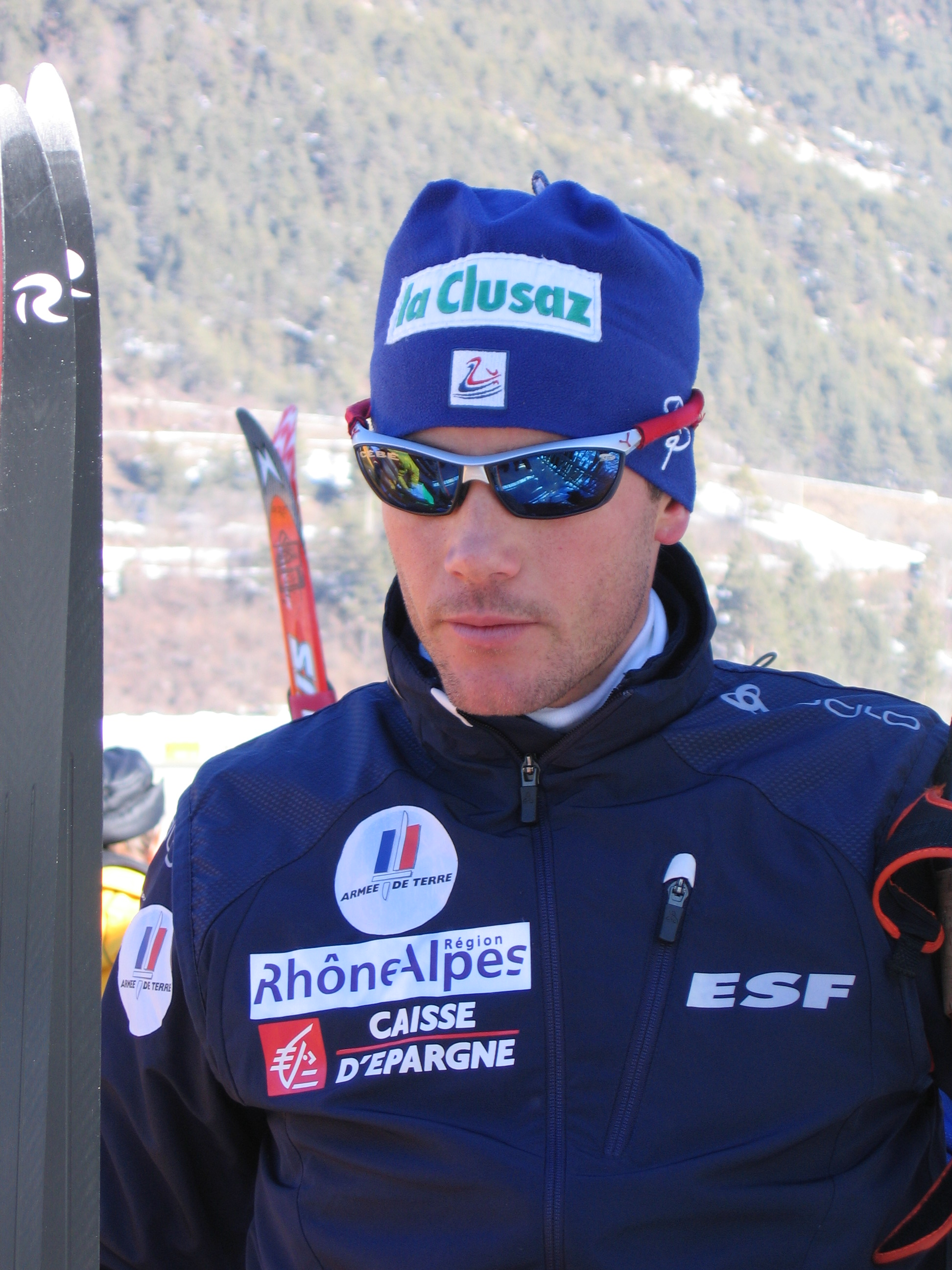
Vincent Vittoz – Militärweltmeister 2007 im Skilanglauf über 15 km

| Platz | Sportler             | Zeit    |
| ----- | -------------------- | ------- |
| 1     | Vincent Vittoz       | 38:02.0 |
| 2     | Emmanuel Jonnier     | +14.3   |
| 3     | Marcus Enders        | +55.7   |
| 4     | Florian Kostner      | +56.2   |
| 5     | Benjamin Seifert     | +56.6   |
| 6     | Kusti Kittilä        | +1:35.8 |
| 7     | Janez Marič          | +1:37.8 |
| 8     | Christian Stebler    | +1:49.3 |
| 9     | Ronny Hafsås         | +1:58.7 |
| 10    | Martin Larsson       | +2:00.4 |
| 11    | Alexandre Rousselet  | +2:03.5 |
| 12    | Alexander Os         | +2:07.1 |
| 13    | Michael Hauser       | +2:08.6 |
| 14    | Jerry Ahrlin         | +2:22.0 |
| 15    | Jon Kristian Svaland | +2:32.2 |
| 16    | Johannes Dürr        | +2:44.8 |
| 17    | Tullio Grandelis     | +2:53.1 |
| 18    | Alexei Solowjow      | +2:59.5 |
| 19    | Petri Ylönen         | +3:02.6 |
| 20    | Timo Toppari         | +3:07.6 |
| 21    | Remi Andersen        | +3:12.0 |
| 22    | Oskar Svärd          | +3:18.2 |
| 23    | Thomas Frei          | +3:20.2 |
| 24    | Teemu Härkönen       | +3:21.9 |
| 25    | Johann Eder          | +3:25.2 |
| 26    | Stefan Kirchner      | +3:27.5 |
| 27    | Rune Brattsveen      | +3:29.7 |
| 28    | Alexei Tschernoussow | +3:34.9 |
| 29    | Aljaksandr Lasutkin  | +3:37.1 |
| 30    | Federico Clementi    | +3:38.7 |

Datum: 21. März 2007
Am Start waren insgesamt 79 Läufer. Ins Ziel kamen davon 77 Starter. Der Este Karel Viigipuu und der Schweizer Mario Denoth konnten das Rennen nicht beenden.
Gemeldet aber nicht gestartet waren:
- Klemen Bauer
- Vincent Jay
- Christian Martinelli
- Håkon Andersen
- Martin Mesotitsch
- Peter Dokl
- Yann Debayle
- Johan Hagström.

#### Frauen 10 km

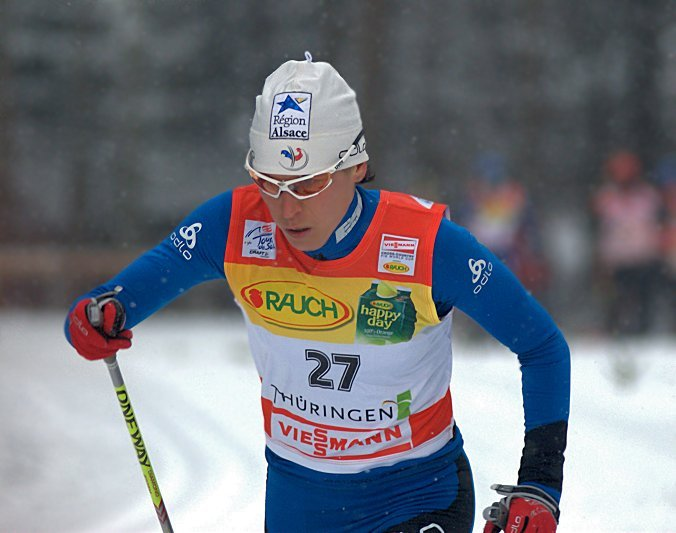
Karine Laurent Philippot – Militärweltmeisterin 2007 im Skilanglauf über 10 km

| Platz | Sportler                | Zeit     |
| ----- | ----------------------- | -------- |
| 1     | Karine Philippot        | 31:56.1  |
| 2     | Coraline Hugue          | +18.7    |
| 3     | Antje Mämpel            | +57.4    |
| 4     | Julie Bonnevie-Svendsen | +1:15.8  |
| 5     | Maria Gräfnings         | +1:18.8  |
| 6     | Jori Mørkve             | +1:22.9  |
| 7     | Marion Ruf              | +1:25.6  |
| 8     | Wiktoryia Lapazina      | +1:26.3  |
| 9     | Kari Henneseid Eie      | +1:48.9  |
| 10    | Jenny Hansson           | +1:56.1  |
| 11    | Emilie Vina             | +1:59.2  |
| 12    | Raphaela Sieber         | +2:25.0  |
| 13    | Silja Suija             | +2:25.8  |
| 14    | Liv-Kjersti Eikeland    | +2:43.1  |
| 15    | Susanne Nyström         | +2:51.7  |
| 16    | Elisa Brocard           | +2:53.1  |
| 17    | Uljana Denissowa        | +2:55.7  |
| 18    | Olga Michailowa         | +3:08.9  |
| 19    | Ljudmila Solomatina     | +3:37.0  |
| 20    | Élodie Bourgeois-Pin    | +3:38.4  |
| 21    | Mariona Aubert          | +4:10.1  |
| 22    | Alena Schyn             | +4:25.1  |
| 23    | Pirjo Urpilainen        | +4:27.1  |
| 24    | Anna Rosa               | +4:35.1  |
| 25    | Antje Dittrich          | +4:41.2  |
| 26    | Wolha Zezjaruk          | +5:04.0  |
| 27    | Maija Hietamies         | +5:24.5  |
| 28    | Iryna Babezkaja         | +6:32.6  |
| 29    | Cristina Neculoiu       | +8:21.3  |
| 30    | Inese Skele             | +10:29.3 |

Datum: 21. März 2007
Am Start waren insgesamt 30 Läuferinnen.
Gemeldet aber nicht gestartet waren:
- Tadeja Brankovič
- Andreja Mali
- Christelle Gros
- Julie Carraz
- Anne Ingstadbjørg.

#### Männer Team
| Platz | Sportler                                                        | Zeit      |
| ----- | --------------------------------------------------------------- | --------- |
| 1     | FrankreichVincent Vittoz Emmanuel Jonnier Alexandre Rousselet   | 1:56:23.8 |
| 2     | DeutschlandMarcus Enders Benjamin Seifert Stefan Kirchner       | 1:59:25.8 |
| 3     | NorwegenRonny Hafsås Alexander Os Jon Kristian Svaland          | 2:00:44.0 |
| 4     | ItalienFlorian Kostner Tullio Grandelis Federico Clementi       | 2:01:34.0 |
| 5     | SchwedenMartin Larsson Jerry Ahrlin Oskar Svärd                 | 2:01:46.6 |
| 6     | FinnlandKusti Kittilä Petri Ylönen Timo Toppari                 | 2:01:52.0 |
| 7     | ÖsterreichMichael Hauser Johannes Dürr Johann Eder              | 2:02:24.6 |
| 8     | SchweizChristian Stebler Thomas Frei Christoph Schnider         | 2:03:32.6 |
| 9     | RusslandAlexei Solowjow Alexei Tschernoussow Artjom Uschakow    | 2:05:45.2 |
| 10    | BelarusAljaksandr Lasutkin Mikalai Partscheuski Jauheni Schuleu | 2:07:03.7 |
| 11    | SlowenienJanez Marič Matjaž Poklukar Nejc Brodar                | 2:07:42.7 |
| 12    | SpanienLuis Hernando Ivan Reguera Manuel Oliveros               | 2:17:52.5 |
| 13    | EstlandPriit Talves Pavo Raudsepp Ergo Kelder                   | 2:19:42.0 |
| 14    | LitauenVitaljus Petrulis Nerjus Sulcys Regimantas Kavliauskas   | 2:25:01.4 |
| 15    | LibanonAhmad Batikh Ahmad Kenaan Mouhamad Dib                   | 3:00:03.2 |

Datum: 21. März 2007
Für die Teamwertung wurden die Einzelzeiten der jeweils drei besten Teilnehmer eines Landes addiert.

#### Frauen Team
| Platz | Sportler                                                                            | Zeit      |
| ----- | ----------------------------------------------------------------------------------- | --------- |
| 1     | FrankreichKarine Philippot Coraline Hugue Émilie Vina Élodie Bourgeois-Pin          | 1:38:06.2 |
| 2     | NorwegenJulie Bonnevie-Svendsen Jori Mørkve Kari Henneseid Eie Liv-Kjersti Eikeland | 1:40:15.9 |
| 3     | DeutschlandAntje Mämpel Marion Ruf Raphaela Sieber Antje Dittrich                   | 1:40:36.3 |
| 4     | SchwedenMaria Gräfnings Jenny Hansson Susanne Nyström                               | 1:41:54.9 |
| 5     | RusslandUljana Denissowa Olga Michailowa Ludmila Solomatina                         | 1:45:29.9 |
| 6     | BelarusWiktoryia Lapazina Alena Schyn Wolha Zezjaruk Iryna Babezkaja                | 1:46:43.7 |

Datum: 21. März 2007
Für die Teamwertung wurden die Einzelzeiten der jeweils drei oder vier besten Teilnehmer eines Landes addiert. Die Teams aus Estland, Finnland, Italien, Lettland, Rumänien und Spanien wurden nicht klassifiziert, da sie jeweils keine drei oder vier Teilnehmer im Einzellauf vorweisen konnten.

### Biathlon

#### Männer Sprint 10 km
| Platz | Sportler             | Zeit    |
| ----- | -------------------- | ------- |
| 1     | Raphaël Poirée       | 30:11.6 |
| 2     | Vincent Defrasne     | +44.4   |
| 3     | Egil Gjelland        | +1:01.0 |
| 4     | Alexander Os         | +1:08.3 |
| 5     | Toni Lang            | +1:13.5 |
| 6     | Roland Zwahlen       | +1:15.6 |
| 7     | Vincent Jay          | +1:39.9 |
| 8     | Simon Hallenbarter   | +1:41.2 |
| 9     | Anstein Mykland      | +1:41.9 |
| 10    | Stian Eckhoff        | +1:42.4 |
| 11    | Janez Marič          | +1:43.0 |
| 12    | Martin Mesotitsch    | +1:44.9 |
| 13    | Jon Kristian Svaland | +1:54.0 |
| 14    | Miroslav Matiaško    | +2:06.9 |
| 15    | Jon Ola Ulset        | +2:14.5 |
| 15    | Sjarhej Simzou       | +2:14.5 |
| 17    | Hans-Peter Foidl     | +2:19.8 |
| 18    | Simon Fourcade       | +2:26.1 |
| 19    | Julian Eberhard      | +2:33.1 |
| 20    | Indrek Tobreluts     | +2:33.3 |
| 21    | Sebastian Berthold   | +2:33.9 |
| 22    | Kaspars Dumbris      | +2:34.8 |
| 23    | Timo Antila          | +2:44.3 |
| 24    | Belarus              | +2:45.2 |
| 25    | Johan Hagström       | +2:45.4 |
| 26    | Håkon Andersen       | +2:46.2 |
| 27    | Wilfried Pallhuber   | +2:49.4 |
| 28    | Peter Dokl           | +2:50.9 |
| 29    | Rune Brattsveen      | +2:58.2 |
| 30    | Dušan Šimočko        | +2:59.2 |

Datum: 22. März 2007
Am Start waren insgesamt 97 Starter. Der Libanese Raymond Hadchity wurde nach dem Rennen disqualifiziert.
Gemeldet aber nicht am Start waren:
- Alex Rousselet
- Mario Denoth
- Fredrik Karlsson
- Emmanuel Jonnier

#### Frauen Sprint 7,5 km
| Platz | Sportler                | Zeit    |
| ----- | ----------------------- | ------- |
| 1     | Florence Baverel-Robert | 28:19.3 |
| 2     | Tadeja Brankovič        | +41.3   |
| 3     | Christelle Gros         | +1:44.8 |
| 4     | Sandrine Bailly         | +2:03.9 |
| 5     | Liv-Kjersti Eikeland    | +2:20.7 |
| 6     | Julie Bonnevie-Svendsen | +2:23.7 |
| 7     | Helena Jonsson          | +2:30.7 |
| 8     | Eveli Saue              | +2:40.6 |
| 9     | Jori Mørkve             | +3:05.7 |
| 10    | Ludmila Solomatina      | +3:08.0 |
| 11    | Jekaterina Sidorenko    | +3:10.7 |
| 12    | Anne Ingstadbjørg       | +3:11.0 |
| 13    | Stefanie Hildebrand     | +3:23.7 |
| 14    | Uljana Denissowa        | +3:25.7 |
| 15    | Madara Līduma           | +3:32.9 |
| 16    | Alena Schyn             | +3:51.1 |
| 17    | Delphyne Peretto        | +3:55.8 |
| 18    | Anna Maria Nilsson      | +3:58.5 |
| 19    | Kari Henneseid Eie      | +4:00.2 |
| 20    | Katja Haller            | +4:11.5 |
| 21    | Mihaela Purdea          | +4:18.7 |
| 22    | Wolha Zezjaruk          | +4:19.7 |
| 23    | Carolin Hennecke        | +4:21.0 |
| 24    | Franziska Hildebrand    | +4:23.2 |
| 25    | Sirli Hanni             | +4:24.4 |
| 26    | Andreja Mali            | +4:34.7 |
| 27    | Gerda Krūmiņa           | +4:34.9 |
| 28    | Elin Mattsson           | +4:54.8 |
| 29    | Kadri Lehtla            | +5:02.5 |
| 30    | Hanna Zwetawa           | +5:08.9 |

Datum: 22. März 2007
Am Start waren insgesamt 45 Starterinnen. Die Belarussin Tazzjana Schyntar wurde nach dem Rennen disqualifiziert.
Gemeldet aber nicht am Start waren:
- Julie Carraz
- Karine Philippot

#### Männer Team
| Platz | Sportler    | Zeit      |
| ----- | ----------- | --------- |
| 1     | Frankreich  | 1:32:59.1 |
| 2     | Norwegen    | 1:34:26.0 |
| 3     | Schweiz     | 1:36:30.8 |
| 4     | Österreich  | 1:37:12.6 |
| 5     | Slowenien   | 1:38:14.2 |
| 6     | Deutschland | 1:38:33.2 |
| 7     | Belarus     | 1:38:39.6 |
| 8     | Slowakei    | 1:39:15.0 |
| 9     | Estland     | 1:39:48.6 |
| 10    | Italien     | 1:41:30.2 |
| 11    | Finnland    | 1:42:25.3 |
| 12    | Schweden    | 1:42:39.0 |
| 13    | Lettland    | 1:43:26.9 |
| 14    | Russland    | 1:44:16.7 |
| 15    | Rumänien    | 1:46:13.4 |
| 16    | Polen       | 1:47:57.3 |
| 17    | Spanien     | 1:50:16.6 |
| 18    | Libanon     | 2:34:47.5 |

Datum: 22. März 2007
Für die Teamwertung wurden die Einzelzeiten der drei besten Starter addiert.

#### Frauen Team
| Platz | Sportler    | Zeit      |
| ----- | ----------- | --------- |
| 1     | Frankreich  | 1:28:46.6 |
| 2     | Norwegen    | 1:32:48.0 |
| 3     | Russland    | 1:34:42.3 |
| 4     | Schweden    | 1:36:21.9 |
| 5     | Estland     | 1:37:05.4 |
| 6     | Deutschland | 1:37:05.8 |
| 7     | Belarus     | 1:38:17.6 |
| 8     | Italien     | 1:40:52.2 |
| 9     | Rumänien    | 1:49:07.2 |

Datum: 22. März 2007
Für die Teamwertung wurden die Einzelzeiten der drei besten Starterinnen addiert.

### Patrouillenlauf

#### Männer 14 km
| Platz | Sportler                                                                            | Zeit      |
| ----- | ----------------------------------------------------------------------------------- | --------- |
| 1     | DeutschlandBenjamin Seifert Kristian Mehringer Toni Lang Sebastian Berthold         | 0:40:41,6 |
| 2     | NorwegenRonny Hafsås Stian Eckhoff Alexander Os Egil Gjelland                       | 0:40:59,6 |
| 3     | SchweizChristoph Schnider Roland Zwahlen Christian Stebler Thomas Frei              | 0:41:06,3 |
| 4     | FrankreichRaphaël Poirée Vincent Defrasne Simon Fourcade Vincent Jay                | 0:41:31,3 |
| 5     | EstlandKauri Kõiv Martin Maasik Indrek Tobreluts Priit Viks                         | 0:42:54,2 |
| 6     | RusslandAlexei Solowjow Artjom Uschakow Sergei Balandin Wiktor Wassiljew            | 0:43:12,1 |
| 7     | SchwedenOskar Svard Martin Larsson Jerry Afrlin Johan Hagström                      | 0:43:17,5 |
| 8     | ItalienWilfried Pallhuber Christian De Lorenzi Markus Windisch Christian Martinelli | 0:43:32,8 |
| 9     | ÖsterreichMichael Hauser Martin Mesotitsch Julian Eberhard Sven Grossegger          | 0:43:35,4 |
| 10    | SlowakeiMatej Kazár Miroslav Matiaško Marek Matiaško Dušan Šimočko                  | 0:43:48,9 |
| 11    | BelarusAljaksandr Lasutkin Jauheni Schuleu Sjarhej Simzou Jauhen Szjapanau          | 0:43:49,6 |
| 12    | FinnlandPetri Ylönen Timo Antila Mika Kaljunen Kusti Kittila                        | 0:43:59,0 |
| 13    | RumänienZsolt Antal Vasile Sneaga Claudiu Suciu Christian Mosoiu                    | 0:44:13,7 |
| 14    | LettlandNormunds Putns Janis Pleikšnis Kaspars Dumbris Gints Rozenbergs             | 0:45:22,3 |
| 15    | SlowenienKlemen Bauer Peter Dokl Matjaž Poklukar Janez Marič                        | 0:46:57,4 |
| 16    | SpanienSergio Gimeno Luis Hernando Samuel Pulido Jose Navarro                       | 0:49:01,8 |
| 17    | PolenAdam Kwak Marek Busak Jan Litwin Mirosław Kobus                                | 0:51:43,5 |
| 18    | LibanonAhmad Battikh Ahmed Kenaan Houssein Ali Mohamad Dib                          | 1:05:29,9 |

Datum: 23. März 2007
Die Polnische Mannschaft bekam auf Grund eines Regelverstoßes nach den CISM-Regeln (Regel 5.5.18 B) eine Zeitstrafe von 3 Minuten.

#### Frauen 8 km
| Platz | Sportler                                                                           | Zeit    |
| ----- | ---------------------------------------------------------------------------------- | ------- |
| 1     | FrankreichSandrine Bailly Florence Baverel-Robert Delphyne Peretto Christelle Gros | 24:20,4 |
| 2     | BelarusWiktoryia Lapazina Wolha Zezjaruk Alena Schyn Hanna Zwetawa                 | 26:13,2 |
| 3     | DeutschlandAntje Mämpel Franziska Hildebrand Carolin Hennecke Stefanie Hildebrand  | 26:30,2 |
| 4     | SchwedenMaria Gräfnings Helena Jonsson Elin Mattsson Anna Maria Nilsson            | 27:12,5 |
| 5     | RusslandOlga Michailowa Uljana Denissowa Ludmila Solomatina Jekaterina Sidorenko   | 27:25,6 |
| 6     | ItalienElisa Brocard Katja Haller Roberta Fiandino Michela Andreola                | 27:43,1 |
| 7     | EstlandSilja Suija Eveli Saue Kadri Lehtla Sirli Hanni                             | 28:04,7 |
| 8     | RumänienCristina Netsoloiu Mihaela Purdea Simona Crăciun Simona Cojenelu           | 28:04,7 |

Datum: 23. März 2007
Die Schwedische Mannschaft bekam auf Grund eines Regelverstoßes nach den CISM-Regeln (Regel 5.5.18.2) eine Zeitstrafe von 30 Sekunden. Die Norwegische Mannschaft wurde wegen Regelverstoß nach dem Wettbewerb disqualifiziert (Regel 5.2.12).